# Riccardo Zara
Riccardo Zara (Monfalcone, 9 novembre 1946) è un cantante, musicista, compositore e paroliere italiano di musica leggera e dance.
È conosciuto per essere stato il cantante e bandleader del gruppo musicale I Cavalieri del Re, specializzato in sigle televisive di cartoni animati, nonostante i cartoni animati non li guardasse mai, come da lui dichiarato. Come autore di canzoni ha composto musiche e testi per diversi artisti. È stato per dieci anni il bassista chitarrista e corista nei concerti di Bruno Lauzi.

## Biografia
Ha debuttato nel mondo della musica leggera all'inizio degli anni sessanta, suonando nel complesso de I Draghi che eseguiva un repertorio rock and roll basato su cantanti e gruppi dell'epoca come Elvis Presley, The Shadows e poi Beatles.
Poco più che ventenne (terminato il servizio di leva nel 1967/68 a Trapani/Trento), Zara si imbarca come orchestrale con il gruppo i Draghi su navi da crociera del Lloyd Triestino che fanno rotta per l'Africa, India e Australia. Nel 1970 approda a Milano per cercare di sfondare come Autore/Compositore nel mondo della musica leggera. Un suo brano, Viaggio di un poeta, viene lanciato dai Dik Dik a Un disco per l'estate 1972 e al Festivalbar 1972.
Questo successo gli consentì di poter comporre altre canzoni per il gruppo (fra le altre, Storia di periferia, Il cavallo, l'aratro, l'uomo e Ultima estate). Nel medesimo periodo inizia a collaborare con Bruno Lauzi (che lo soprannominerà Ezechiele Lupo), di cui diventa bassista e corista nel duo con Sergio Alemanno nelle esibizioni live.

### Le sigle televisive
Ha inciso la sua prima sigla televisiva per la Cetra nel 1977: Rin Tin Tin, sigla del telefilm omonimo. Il 45 giri conteneva anche una versione strumentale del brano.
Tra i suoi principali successi figurano la sigla musicale Woobinda, dell'omonima serie televisiva Woobinda, ed incisa con il coro de Le Mele Verdi di Mitzi Amoroso, nonché tutte le sigle e canzoni realizzate con il gruppo da lui fondato: I Cavalieri del Re, tra le quali figurano brani come L'uomo tigre (per quanto da lui stesso interpretato e così figurante nei titoli dell'anime), Sasuke il piccolo ninja e soprattutto Lady Oscar.
Per il cinema ha curato la colonna sonora del film Dracula - Vampirus in fabula di Flavio Sala del 2001, e la colonna sonora del film DeGenere del 2003, diretto da Tobia Botta.

### Partecipazioni
- Festivalbar 1972 (con il brano Viaggio di un poeta,  presentato dai Dik Dik, vincitrice in una sezione minore)[3][4]
- Un disco per l'estate 1972 (ancora con Viaggio di un poeta)
- Novembre 1972 "Il Cavallo l'aratro e l'uomo" musica di R. Zara su testo di C. Fidelio e Dajano
- Un disco per l'estate 1973 (con Storia di periferia, musica, su testo di Claudio Daiano e Carlotta Sbrigo; ancora affidata ai Dik Dik)

## Discografia

### Singoli
- 1977 - Rin Tin Tin/Rin Tin Tin (strumentale) (come Cheyennes) - Cetra
- 1977 - Rin Tin Tin/Lassie (come Boys Group) - Cetra
- 1978 - Woobinda (con Le Mele Verdi) - Fonit Cetra
- 1981 - Ranger Pier/Ranger Pier (strumentale) (cori per Franco Romeo e i Piccoli Rangers) - Intensity
- 1982 - L'uomo tigre (RCA) - incisa con il nome Riccardo Zara

### Album
- 1992 - The digital sound of band
- 1994 - Music in electronic sound
- 2001 - Tutta colpa dei...Beatles (3F) - CD
- 2002 - Italia Balla (Duck Record) - CD
- 2002 - Dracula,vampirus in fabula (GRG) - CD
- 2007 - Tribute to: Los Indios Tabajaras - The Shadows - Duane Eddy - The Champs (Duck Record) - quattro CD
- 2014 - Sinfonicamente (Tre Effe Music, 3FCD 21) - CD
- 2016 - Come il gabbiano Jonathan (Tre Effe Music, 3FCD 26-27) - due CD

### DVD
- 2017 - Riccardo Zara - Un estroso artigiano della musica - due DVD 3F

### Album di Riccardo Zara arrangiati per altri artisti
- 1980 - Il mistero (Archivak, 019, LP) per Maria Sole
- 1981 - Ma io ti amo (Archivak, 020, LP) per Maria Sole
- 1983 - Italian Carnaval (Duck Record), 33 giri - interpreti: Chikano
- 1984 - Italian Carnaval 2 (Duck Record), 33 giri - interpreti: Tukano
- 1985 - Rockfeller a Pentatlon (Cinevox Record), 33 giri, mc - interpreti: Luis Moreno e Rockfeller
- 1985 - Fisa Carnaval vol.1 (Duck Record), 33 giri - interpreti: Acordeon Cesare Vaja
- 1986 - Italian Carnaval 1 (Duck Record), 33 giri - interpreti: Tukano
- 1986 - Italian Carnaval 3 (Duck Record), 33 giri - interpreti: Tukano
- 1986 - Nillamix (Bebas Record), 33 giri, mc - interpreti: Nilla Pizzi
- 1987 - Italian Carnaval 4 (Duck Record), 33 giri - interpreti: Tukano
- 1987 - Italian Carnaval 2 (Duck Record), 33 giri - ristampa - interpreti: Tukano
- 1988 - Italian Carnaval (Duck Record), 33 giri - ristampa - interpreti: Tukano
- 1988 - Italian Carnaval 3 (Duck Record), 33 giri - ristampa - interpreti: Tukano
- 1988 - Italian Carnaval 5 (Duck Record), 33 giri - interpreti: Tukano
- 1989 - Italian Carnaval 1 (Ricordi, 33 giri - ristampa - interpreti: Tukano
- 1989 - Italian Carnaval 2 (Ricordi), 33 giri - ristampa - interpreti: Tukano
- 1989 - Italian Carnaval 6 (Duck Record), 33 giri - interpreti: Tukano
- 1989 - Marina (Duck Record), 33 giri) - interpreti: Tukano e Duck Gang
- 1989 - Fisa Carnaval vol.3 (Butterfly), 33 giri - interpreti: Tukano
- 1990 - Italian Carnaval 2 (Duck Record), 33 giri, mc, CD - ristampa - interpreti: Tukano
- 1990 - Italian Carnaval 7 (Duck Record), 33 giri, mc, CD - interpreti: Tukano
- 1990 - Fisa Carnaval vol.4 (Duck Record), 33 giri, mc, CD - interpreti: Acordeon Cesare Vaja
- 1990 - Carnaval '90 (Duck Record), 33 giri, mc, CD - interpreti: Tukano
- 1991 - Sanremo Carnaval (Duck Record), mc, CD - interpreti: Acordeon Cesare Vaja
- 1991 - Carnaval de Samba (Duck Record), mc, CD - interpreti: Acordeon Cesare Vaja
- 1991 - Italian Carnaval Remix - Il Meglio (Duck Record), mc, CD - interpreti: Tukano
- 1993 - Oro - CD - interpreti: Giusy Ravizza e Marco Salimberti
- 1996 - Arabesque (Hi-lite productions), mc, CD - interpreti: Anonimo Gitano (Valerio Veronese)
- 1999 - I Love Italy (Duck Record), due CD autori vari
- 2001 - Italian Carnaval (Duck Record), CD - ristampa
- 2001 - Italian Carnaval 2 (Duck Record), CD - ristampa
- 2001 - Italian Carnaval 3 (Duck Record), CD - ristampa
- 2001 - Italian Carnaval 4 (Duck Record), CD - ristampa